# Novočeboksarsk
Novočeboksarsk (ruski: Новочебоксарск, čuvaški: Çěнě Шупашкар) je grad u Čuvašiji, Rusija. Nalazi se 7 km od čuvaškog glavnog grada Čeboksarija, na južnoj obali rijeke Volge.
Broj stanovnika: 125.857 (2002.).
Površina: 36.7 km².
Novočeboksarsk se sastoji od 3 stambena područja: istočno, južno i zapadno.

## Povijest
Novočeboksarsk se počeo graditi 1960., kada je u Rusiji se počelo graditi satelitske gradove u blizini velikih gradova. Počevši od gole zemlje, rastuća općina je progutala okolna sela, kao što su Jelnjikovo, Jandaševo, Anatkasi i Cigankasi.
Za rođendan grada se uzima 18. studeni 1960. Grad je brzo rastao, a 1978. je prošao svoj prvi četvorni kilometar, a 29. listopada 1983. rodio se 100000. stanovnik.